# Fabrizio Gatti
Fabrizio Gatti (Milano, 9 marzo 1966) è un giornalista e scrittore italiano.

## Biografia
Dal 1987 al 1990 ha scritto per Il Giornale di Indro Montanelli e dal 1991 al 2004 per il Corriere della Sera. In seguito per quasi diciotto anni, fino all'8 maggio 2022, ha scritto per il settimanale L'Espresso come inviato. Dal 1º settembre 2022 è direttore editoriale per gli approfondimenti di Today.it.
Professionista del giornalismo sotto copertura, è famoso per le sue inchieste da infiltrato sulle rotte dell'immigrazione irregolare dall'Africa all'Europa, sul caporalato nell'agricoltura e nell'edilizia, sulle scarse condizioni igieniche negli ospedali e sulla corruzione negli appalti pubblici. Molti suoi articoli sono stati tradotti in tutto il mondo. 
Ha attraversato quattro volte il deserto del Sahara sui camion con centinaia di migranti in viaggio dal Niger verso la Libia e si è infiltrato in una organizzazione di trafficanti di uomini in Nord Africa, diventando l'autista di uno dei gangster. È stato recuperato in mare, rinchiuso nel centro di detenzione sull'isola di Lampedusa come immigrato irregolare iracheno, con il finto nome di Bilal Ibrahim el Habib. Sempre per svolgere una delle sue inchieste da infiltrato, si è fatto ingaggiare come schiavo, con altri lavoratori stranieri, dai caporali che controllano la raccolta di pomodori in Puglia.
Gatti ha raccontato la sua esperienza di giornalista sotto copertura in numerose inchieste pubblicate da L'Espresso e nei libri Bilal - Viaggiare, lavorare, morire da clandestini (Rizzoli, 2007 - vincitore del premio Tiziano Terzani, Nuova ediz. La nave di Teseo, 2022), diario di quattro anni vissuti da infiltrato tra il deserto del Sahara, Lampedusa e le campagne dove l'industria alimentare compra prodotti a prezzi da fame; e Gli anni della peste (Rizzoli, 2013), romanzo-verità sul primo collaboratore di giustizia tradito dallo Stato nel momento in cui l'Italia scende a patti con la mafia.
Ha anche pubblicato Viki che voleva andare a scuola (Rizzoli, 2003), testo di lettura adottato in numerose scuole e L'Eco della frottola (Rizzoli, 2010), vincitore del Premio letteratura ragazzi Elsa Morante.
Nel libro Educazione americana (La nave di Teseo, 2019, Nuova ediz. 2022) ha raccolto le confessioni di un infiltrato della Cia in Italia e svelato il coinvolgimento dei servizi segreti americani nelle inchieste giudiziarie di Mani pulite, nella strage mafiosa in via Palestro a Milano nel 1993, in una serie di omicidi in tutta Europa tra i quali l'assassinio dell'ingegnere canadese Gerald Bull e nella caccia ai segreti del presidente russo, Vladimir Putin.
Nel libro L'infinito errore, la storia segreta di una pandemia che si doveva evitare (La nave di Teseo, 2021) documenta dettagliatamente gli errori commessi dagli scienziati cinesi, civili e militari, nelle ricerche sui coronavirus dei pipistrelli e le responsabilità della dittatura di Pechino, dell'Oms e dei governi alleati, tra i quali il governo italiano, nella diffusione della pandemia di Covid-19 provocata dal virus SARS-CoV-2.
È a sua cura il videoracconto Il naufragio dei bambini, con immagini reali e audio originali delle telefonate S.O.S., del naufragio dell'11 ottobre 2013: un barcone di siriani affonda in diretta, mentre i comandi militari di Italia e Malta si rimbalzano la responsabilità su chi debba muoversi per il salvataggio. Il pattugliatore “Libra” della Marina è a un'ora dal barcone, ma viene lasciato lì a galleggiare senza ordini. Per cinque ore le persone in pericolo restano il balìa delle onde, poi il tragico epilogo: in 268 affogano in diretta, tra cui una sessantina di bambini.
Ha scritto e co-prodotto il doc movie Un unico destino, Il grande massacro del Mediterraneo (Sky-La Repubblica-L'Espresso-42º Parallelo, 2017) trasmesso da Sky Atlantic. 
Dal suo libro Bilal, il mio viaggio da infiltrato verso l'Europa è stata tratta la serie tv Unwanted diretta dal regista tedesco Oliver Hirschbiegel, con Marco Bocci (Fino all'ultimo battito), Jessica Schwarz (Blackout), Dada Fungula Bozela, Hassan Najib, Jonathan Berlin (Linea di separazione), Jason Derek Prempeh, Cecilia Dazzi (Fosca Innocenti), Francesco Acquaroli (Suburra: La serie), Barbara Auer (Storia di una ladra di libri), Sylvester Groth (Dark), Marco Palvetti (Gomorra: La serie), Denise Capezza (Baby), Nuala Peberdy, Samuel Kalambay, Amadou Mbow, Edward Apeagyei (Gangs of London), Reshny N'Kouka, Onyinye Odokoro, Massimo De Lorenzo (Boris) e Scot Williams (Coronation Street). Ha anche collaborato con il regista Oliver Hirschbiegel e il produttore Sascha Rosemann alla sceneggiatura di Unwanted, firmata da Stefano Bises (Gomorra: La serie, Il miracolo). La serie è prodotta da Sky Studios, Pantaleon Films e Indiana Productions. 
A Bilal, il mio viaggio da infiltrato verso l'Europa si sono ispirati l'omonimo spettacolo musicale di e con Gualtiero Bertelli, Maurizio Camardi, Rachele Colombo, Paolo Favorido, Domenico Santaniello, e il concerto jazz "In un mare di voci" di e con Nicoletta Taricani, e la partecipazione di Fabrizio Gatti come voce narrante.
Nel 2021 la scrittrice Melania Mazzucco ha assegnato a Gatti il prestigioso premio letterario "John Fante - Contesa" alla carriera e, sempre nel 2021, il Festival della Letteratura di Viaggio ha assegnato a Gatti, per i libri Bilal e L'infinito errore, il premio Ryszard Kapuściński, intitolato al grande giornalista e scrittore polacco.

## Opere
- Viki che voleva andare a scuola. La storia vera di un bambino albanese in Italia, Fabbri, 2003, ISBN 88-451-8114-6.
- Bilal. Il mio viaggio da infiltrato nel mercato dei nuovi schiavi, Rizzoli, 2007, ISBN 978-88-17-01842-5.
- L'eco della frottola. Il lungo viaggio di una piccola notizia sbagliata, Rizzoli, 2010, ISBN 978-88-17-03819-5.
- Gli anni della peste, Rizzoli, 2013, ISBN 978-88-17-06447-7.
- Un unico destino (A sea of shame), film prodotto da L'Espresso con La Repubblica, Sky e 42º Parallelo, 2017, (Italia, 55', EN,IT).
- Educazione americana, La nave di Teseo, 2019, ISBN 978-88-346-0050-4.
- L'Infinito errore. La storia segreta di una pandemia che si doveva evitare, La nave di Teseo, 2021, ISBN 9788834604137.
- Bilal, il mio viaggio da infiltrato verso l'Europa, Nuova edizione, La nave di Teseo, 2022, ISBN 8834608429.
- Educazione americana, Da Mani pulite ai segreti di Vladimir Putin, le confessioni di un agente della Cia infiltrato in Italia, Nuova edizione, La nave di Teseo, 2022, ISBN
- Nato sul confine, Rizzoli, 2023, ISBN 9788817188395

## Opere tradotte
"Bilal. Sur la route des clandestins" - (Liana Levi, France, 2008)

"Bilal. Als Illegaler auf dem Weg nach Europa" - (Kunstmann, Deutschland, 2010)

"Viki som ville gå i skolan" - (Karneval förlag, Sverige, 2010)

"Bilal. Med de papirløse til festning Europa" - (Aschehoug, Norge, 2012)

"Bilal. På slavrutten till Europa" - (Celanders förlag, Sverige, 2013)

"Au nom del la mafia" - (Liana Levi, France, 2014)

"Peståren" - (Leopard förlag, Sverige, 2015)

"We are not ghosts (Viki)" - (Iwanami Shoten, Japan, 2018)

"Der amerikanische Agent" - (Kunstmann, Deutschland, 2020)

"Le Maître américain" - (Liana Levi, France, 2021)

## Riconoscimenti
- 2024 - Sanguinetto, Premio Castello narrativa per ragazzi per "Nato sul confine".
- 2024 - Albiate, Premio San Valerio.
- 2024 - Cernusco sul Naviglio, Targa Associazione culturale Alari per "Educazione americana".
- 2022 - Cernusco sul Naviglio, Gelso d'Oro.[9]
- 2021 - Roma, Premio Ryszard Kapuściński con i libri "Bilal" e "L'infinito errore".
- 2021 - Torricella Peligna, Premio "John Fante - Contesa" alla carriera con il libro "Bilal".[10]
- 2018 - Catania, Santa Venerina, Premio Maria Grazia Cutuli.[3]
- 2016 - Trento, Premio Baffo Rosso - Roberto Morrione per il giornalismo investigativo.[11]
- 2015 - Ravenna, Premio Guidarello per il giornalismo d'autore.[12]
- 2014 - Oslo, The University of Oslo's Human Rights Award[13] - The Lisl & Leo Eitinger Prize.
- 2014 - Frankfurt, Menschenrechtspreis der Stiftung Pro Asyl.[14]
- 2014 - Barga, Premio Arrigo Benedetti.[15]
- 2013 - Caulonia, Premio Angelo Frammartino.
- 2013 - Sassari, Premio giornalistico "Pino Careddu".
- 2010 - Napoli, Premio per la letteratura per ragazzi Elsa Morante con il libro "L'Ecodella frottola" (Rizzoli, 2010).
- 2009 - Bibione, Premio giornalistico "Enzo Tortora".
- 2008 - Riolo Terme, Premio "Un va a zezz".
- 2008 - Udine, Premio letterario internazionale Tiziano Terzani con il libro "Bilal - Viaggiare, lavorare, morire da clandestini" (Rizzoli, 2007).[16]
- 2007 - Saint-Vincent, Premio Saint-Vincent giornalista dell'anno.[17]
- 2007 - Catania, Premio Giuseppe Fava.[18]
- 2006 - Firenze, Premio "L'etica della legalità" - Camera del Lavoro - Fondazione Antonino Caponnetto.
- 2006 - Roma, Premio Colombe d'oro per la pace[19] - Archivio Disarmo
- 2006 - Lipsia, Leipzig media award[20]
- 2006 - Bruxelles, European Union journalist award.[21][22]
- 2006 - Milano, Premio Max David inviato dell'anno.[23]
- 2006 - Milano, Premio Campione per la comunicazione.
- 2005 - Milano, Ambrogino d'oro.
- 2005 - Palermo, Premio Mario Francese.[24]
- 2005 - San Miniato, Premio Roberto Ghinetti.
- 2005 - Asola, Premio Città di Asola con il libro "Viki che voleva andare a scuola".[25]
- 2004 - Saint-Vincent, Premio Saint-Vincent per la migliore inchiesta.[26]
- 2004 - Roma, Premio Stefano Gaj Tachè l'amico dei bambini con il libro "Viki che voleva andare a scuola" (Rizzoli, 2003).
- 2004 - Verona, Premio Libri infiniti con il libro "Viki che voleva andare a scuola" (Rizzoli, 2003).
- 2003 - Premio Lunigiana Cinque Terre con il libro "Viki che voleva andare a scuola" (Rizzoli, 2003).
- 2003 - Crotone, Premio nazionale narrativa per ragazzi con il libro "Viki che voleva andare a scuola" (Rizzoli, 2003).
- 2000 - Milano, il Premiolino.
- 2000 - Roma, Premio cronista dell'anno.
- 1991 - Milano, il Premiolino.

## Altri media
Nell'albo n. 321 del fumetto Nathan Never, intitolato Fuga da Europa, scritto da Thomas Pistoia e disegnato da Romeo Toffanetti, ci sono espliciti riferimenti al libro di Gatti Bilal - Viaggiare, lavorare, morire da clandestini. In particolare Nathan Never, all'interno della storia, fingendosi profugo, si fa chiamare appunto Bilal.